# Zoroastrisk dari
Zoroastrisk dari, även känt som behdini, gavri eller gavruni, är enligt Ethnologue ett språk inom den centraliranska språkgruppen inom de iranska språken. Zoroastrisk dari räknas som ett hotat språk i Iran. Även om direkta belägg saknas, antas språket huvudsakligen talas av äldre personer. Det finns inga uppgifter om att det används i undervisning i skolor.

## Utbredning
Zoroastrisk dari är ett utrotningshotat iranskt språk som talas av den zoroastriska minoriteten i Iran. Språket bör inte förväxlas med klassisk dari (en äldre form av persiska) eller den dari som talas i Afghanistan. De flesta talare finns i städerna Yazd, Kerman och Teheran. 
Zoroastrisk dari är idag allvarligt hotat. I Kerman används språket inte längre som vare sig modersmål eller andraspråk. Det sista nyttjandet var vid religiösa ritualer. De få kvarvarande talarna är äldre personer som inte längre är aktiva språkanvändare. Dokumentationen från senare år utgör de sista spåren av dari i Kerman.
I Yazd är situationen något bättre, men även där klassas dialekten som kritiskt hotad. Språkets tillbakagång beror inte enbart på migration utan också på det persiska språkets dominans i det offentliga rummet, skolan och media.

## Historia

### Zoroastrier
Efter islams införande utsattes de zoroastriska samhällena för påtryckningar att konvertera till islam. Mellan 700- och 900-talen lämnade därför delar av den zoroastriska befolkningen Iran och bosatte sig i Indien. Det är där den idag största zoroastriska befolkningen finns.
Innan mongolernas invasion av Iran (1200-talet) fanns zoroastriska grupper spridda över landet, särskilt i regionerna Khorasan och Sistan. Under 1500-talet hade dessa grupper i stort sett koncentrerats till Yazd och Kerman med omgivningar. Under perioden 1879–2011 minskade antalet zoroastrier i dessa två regioner, samtidigt som deras antal ökade dramatiskt i Teheran; detta vittnar om en omfattande intern migration. Anledningarna var främst arbete och utbildning. På senare tid har även emigration till länder som USA och Kanada varit omfattande. 
Zoroastriernas historia i Iran mellan den arabiska erövringen (600-talet) och safavidernas tid (1500–1700-talet) är bristfälligt dokumenterad. Två viktiga historiska dokument pekar dock på en migration från Khorasan till Kerman efter Timur Lenks härjningar i slutet av 1300-talet. Ett brev från 1559 nämner 3 000 zoroastrier från Khorasan bosatta i Kerman. Ett annat dokument från samma tid bekräftar att den välkända skrivarfamiljen Marzbān hade sitt ursprung i Khorasan.

### Språkets bakgrund och dialekter
Zoroastrisk dari tillhör den iranska språkfamiljen och uppvisar flera särdrag jämfört med standardpersiska. Språket har två huvuddialekter: yazdi och kermani. Yazdi-dialekten är bättre bevarad och har flera lokala varianter, medan endast en form av kermani finns kvar idag. Tidigare fanns dialekter även i byar som Jupār, Qanātqestān och Esmāʿilābād nära Māhān, men dessa har försvunnit.

### Egenskaper
Zoroastrisk dari är särskilt intressant ur ett språkvetenskapligt perspektiv. Språket delar flera drag med nordvästiranska språk såsom kurdiska och zazaki, bland annat i utvecklingen av vissa konsonanter och verbformer. Exempelvis har verb som "säga" och "falla" former som stämmer överens med nordvästiranska isoglosser. Formen för "säga" är exempelvis vaj- snarare än den sydvästiranska gō- (som i persiskan).
Språket uppvisar även morfologiska särdrag såsom användningen av prefixet et- för durativa verbformer och suffixet -e i nekade verb. En annan skillnad från persiskan är bevarandet av äldre konsonantkombinationer som rn i verb som "köpa" (hrin-) och "skära" (brin-), till skillnad från persiskans förenklade former.
I vissa avseenden delar zoroastrisk dari även egenskaper med de centrala iranska dialekterna. Till exempel används prefixet ve- som perfektmarkör, vilket motsvarar be- i persiska. Också bildningen av demonstrativa pronomen och vissa verbstammar uppvisar likheter med andra centrala dialekter såsom isfahani och tafreši.

#### Skillnader mellan Yazd och Kerman
Den zoroastriska gruppen i Kerman har varit mer integrerad i det omgivande muslimska samhället än den i Yazd. Detta har lett till starkare påverkan från persiskan, både språkligt och kulturellt. Ritualer och språkbruk har i större utsträckning bevarats i Yazd än i Kerman.